# Halowe Mistrzostwa Świata w Lekkoatletyce 2008 – skok o tyczce kobiet

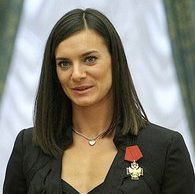
Złota medalistka – Jelena Isinbajewa

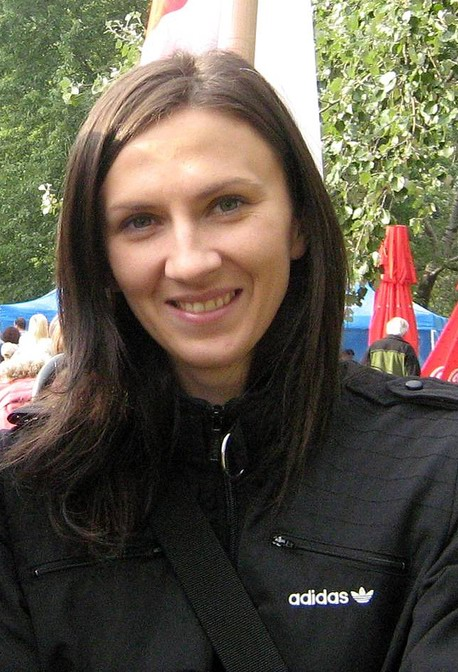
Trzykrotna medalistka halowych mistrzostw świata – Monika Pyrek

Skok o tyczce kobiet – jedna z konkurencji rozegranych podczas XII Halowych Mistrzostw Świata w Lekkoatletyce.
Wymagane minimum kwalifikacyjne do udziału w mistrzostwach świata wynosiło 4,40 m, w zawodach mogły wystąpić co najwyżej dwie zawodniczki z jednego kraju.
Eliminacje odbyły się 7 marca 2008, zaś finał rozegrano dzień później.
Zwyciężczyni – Rosjanka Jelena Isinbajewa zdobyła trzeci raz z rzędu złoto halowych mistrzostw świata, tym razem jednak przyszło jej to z większym trudem 2 i 4 lata wcześniej – jej rezultat był słabszy niż w poprzednich edycjach mistrzostw, a przed próbą na 4,75 m znajdowała się ona dopiero na 4. miejscu. Spośród dziesiątki lekkoatletów, którzy zdecydowali się bronić w Walencji tytułów wywalczonych w 2006 w Moskwie jedynie Meseret Defar oraz Isinbajewa ponownie sięgnęły po złote medale. Dla Moniki Pyrek był to kolejny medal międzynarodowej imprezy, za to Jennifer Stuczynski oraz Fabiana Murer po raz pierwszy znalazły się na podium światowej imprezy rangi mistrzowskiej. Był to zarazem pierwszy w XXI wieku konkurs na mistrzowskich zawodach, który rodaczka Isinbajewej – Swietłana Fieofanowa zakończyła bez medalu. Drugi raz w historii konkursów tyczkarek na halowych mistrzostwach świata na podium znalazły się 4 zawodniczki – w 1999 brązowe medale zdobyły: Niemka Nicole Humbert oraz Węgierka Zsuzsanna Szabó.
Do mistrzostw nie zakwalifikowały się (przegrywając krajowe eliminacje) 2. i 6. zawodniczka z list światowych – Rosjanka Julija Gołubczikowa, która zajęła dopiero 3. miejsce w mistrzostwach Rosji, oraz Niemka Carolin Hingst, która na mistrzostwach Niemiec nie zaliczyła żadnej wysokości.
| Poz. - pozycja |
| AR - halowy rekord kontynentu \| PB - rekord życiowy \| SB - najlepszy wynik w sezonie                                                                                     |
| DNS - nie wystartowała \| NM - brak zaliczonego skoku \| o - skok zaliczony \| x - skok spalony \| – - pominięcie wysokości \| Q - awans z wynikiem \| q - awans z miejsca |
| * wyniki podawane w metrach |

## Rekordy
W poniższej tabeli przedstawione są halowy rekord świata, najlepszy wynik na świecie w 2008, rekord halowych mistrzostw świata, halowy rekord Polski oraz halowe rekordy poszczególnych kontynentów z dnia 6 marca 2008 roku.
| Rekord świata                                  | Jelena Isinbajewa (RUS) | 4,95 m | Donieck, Ukraina            | 16.02.2008 |
| Listy światowe                                 | Jelena Isinbajewa (RUS) | 4,95 m | Donieck, Ukraina            | 16.02.2008 |
| Rekord halowych mistrzostw świata              | Jelena Isinbajewa (RUS) | 4,86 m | Budapeszt, Węgry            | 06.03.2004 |
| Rekord Polski                                  | Anna Rogowska (POL)     | 4,80 m | Liévin, Francja             | 05.03.2006 |
| Rekord Afryki                                  | Elmarie Gerryts (RSA)   | 4,41 m | Birmingham, Wielka Brytania | 20.02.2000 |
| Rekord Ameryki Południowej                     | Fabiana Murer (BRA)     | 4,66 m | Paryż, Francja              | 23.02.2007 |
| Rekord Ameryki Północnej, Środkowej i Karaibów | Stacy Dragila (USA)     | 4,81 m | Budapeszt, Węgry            | 06.03.2004 |
| Rekord Azji                                    | Zhang Yingning (CHN)    | 4,64 m | Szanghaj, Chiny             | 15.03.2007 |
| Rekord Europy                                  | Jelena Isinbajewa (RUS) | 4,95 m | Donieck, Ukraina            | 16.02.2008 |
| Rekord Australii i Oceanii                     | Kym Howe (AUS)          | 4,72 m | Donieck, Ukraina            | 10.02.2007 |

## Przebieg zawodów

### Runda kwalifikacyjna
Do zawodów zgłoszono 16 zawodniczek z 10 krajów, na starcie nie stanęła ostatecznie reprezentantka Malezji Roslinda Samsu. Awans do finału gwarantował rezultat 4,55, jednak ponieważ tylko jedna zawodniczka pokonała tę wysokość to do finału awansowało 9 najlepszych tyczkarek kwalifikacji (według przepisów do finału powinno awansować 8 zawodniczek, jednak Naroa Agirre oraz Pavla Rybová zostały sklasyfikowane ex aequo na 8. pozycji, stąd awans pierwszej dziewiątki).

#### Lista startowa
| Kolejność startowa | Numer startowy | Imię i nazwisko        | Narodowość        | SB   | PB   | NR   |
| ------------------ | -------------- | ---------------------- | ----------------- | ---- | ---- | ---- |
| 1.                 | 58             | Naroa Agirre           | Hiszpania         | 4,35 | 4,56 | 4,56 |
| 2.                 | 20             | Fabiana Murer          | Brazylia          | 4,61 | 4,66 | 4,66 |
| 3.                 | 94             | Anna Battke            | Niemcy            | 4,50 | 4,50 | 4,70 |
| 4.                 | 140            | Roslinda Samsu         | Malezja           | 4,10 | 4,10 | 4,10 |
| 5.                 | 188            | Jelena Isinbajewa      | Rosja             | 4,95 | 4,95 | 4,95 |
| 6.                 | 237            | Natalija Kuszcz        | Ukraina           | 4,52 | 4,52 | 4,52 |
| 7.                 | 103            | Nikoleta Kiriakopulu   | Grecja            | 4,40 | 4,40 | 4,40 |
| 8.                 | 165            | Elisabete Ansel        | Portugalia        | 4,40 | 4,40 | 4,40 |
| 9.                 | 97             | Julia Hütter           | Niemcy            | 4,60 | 4,60 | 4,70 |
| 10.                | 54             | Pavla Hamáčková-Rybová | Czechy            | 4,53 | 4,64 | 4,65 |
| 11.                | 186            | Swietłana Fieofanowa   | Rosja             | 4,71 | 4,85 | 4,95 |
| 12.                | 15             | Joana Costa            | Brazylia          | 4,00 | 4,11 | 4,66 |
| 13.                | 265            | Jennifer Stuczynski    | Stany Zjednoczone | 4,71 | 4,72 | 4,81 |
| 14.                | 161            | Anna Rogowska          | Polska            | 4,62 | 4,80 | 4,80 |
| 15.                | 263            | Jillian Schwartz       | Stany Zjednoczone | 4,64 | 4,64 | 4,81 |
| 16.                | 160            | Monika Pyrek           | Polska            | 4,67 | 4,76 | 4,80 |

Godzina rozpoczęcia: 17:00
| Poz. | Imię i nazwisko        | Narodowość        | 3,95 | 4,15 | 4,25 | 4,35 | 4,45 | 4,50 | 4,55 | Rezultat | Uwagi |
| ---- | ---------------------- | ----------------- | ---- | ---- | ---- | ---- | ---- | ---- | ---- | -------- | ----- |
| 1.   | Jelena Isinbajewa      | Rosja             | –    | –    | –    | –    | –    | –    | o    | 4,55     | Q     |
| 2.   | Monika Pyrek           | Polska            | –    | –    | –    | o    | –    | o    | –    | 4,50     | q     |
| 2.   | Anna Battke            | Niemcy            | –    | –    | o    | –    | o    | o    | –    | 4,50 PB  | q     |
| 4.   | Jennifer Stuczynski    | Stany Zjednoczone | –    | –    | –    | –    | –    | xo   | –    | 4,50     | q     |
| 4.   | Fabiana Murer          | Brazylia          | –    | –    | –    | o    | o    | xo   | –    | 4,50     | q     |
| 6.   | Anna Rogowska          | Polska            | –    | –    | –    | xo   | –    | xxo  | –    | 4,50     | q     |
| 7.   | Swietłana Fieofanowa   | Rosja             | –    | –    | –    | –    | o    | –    | –    | 4,45     | q     |
| 8.   | Naroa Agirre           | Hiszpania         | o    | o    | xo   | o    | xxo  | xxx  |      | 4,45 SB  | q     |
| 8.   | Pavla Hamáčková-Rybová | Czechy            | –    | o    | –    | xo   | xxo  | xxx  |      | 4,45     | q     |
| 10.  | Julia Hütter           | Niemcy            | –    | –    | xo   | o    | xxx  |      |      | 4,35     |       |
| 11.  | Jillian Schwartz       | Stany Zjednoczone | –    | –    | –    | xo   | xxx  |      |      | 4,35     |       |
| 12.  | Elisabete Ansel        | Portugalia        | o    | o    | o    | xxx  |      |      |      | 4,25     |       |
| 13.  | Joana Costa            | Brazylia          | o    | xo   | xxx  |      |      |      |      | 4,15 PB  |       |
| 13.  | Nikoleta Kiriakopulu   | Grecja            | –    | xo   | xxx  |      |      |      |      | 4,15     |       |
| 15   | Natalija Kuszcz        | Ukraina           | –    | –    | xxx  |      |      |      |      | NM       |       |

### Runda finałowa
Godzina rozpoczęcia: 18:30
| Poz. | Imię i nazwisko        | Narodowość        | 4,30 | 4,40 | 4,45 | 4,50 | 4,55 | 4,60 | 4,65 | 4,70 | 4,75 | 4,80 | 4,85 | Rezultat |
| ---- | ---------------------- | ----------------- | ---- | ---- | ---- | ---- | ---- | ---- | ---- | ---- | ---- | ---- | ---- | -------- |
| 1    | Jelena Isinbajewa      | Rosja             | –    | –    | –    | –    | –    | –    | o    | –    | o    | –    | xxx  | 4,75     |
| 2    | Jennifer Stuczynski    | Stany Zjednoczone | –    | –    | –    | o    | –    | o    | –    | o    | xo   | –    | xxx  | 4,75 PB  |
| 2    | Fabiana Murer          | Brazylia          | –    | o    | –    | o    | –    | o    | –    | o    | xxx  |      |      | 4,70 AR  |
| 2    | Monika Pyrek           | Polska            | –    | o    | –    | –    | –    | o    | –    | o    | xxx  |      |      | 4,70 SB  |
| 5.   | Swietłana Fieofanowa   | Rosja             | –    | o    | –    | o    | –    | o    | –    | xx–  | x    |      |      | 4,60     |
| 6.   | Anna Rogowska          | Polska            | –    | o    | –    | –    | xo   | –    | x–   | xx–  |      |      |      | 4,55     |
| 7.   | Pavla Hamáčková-Rybová | Czechy            | xxo  | –    | xx–  | o    | xxx  |      |      |      |      |      |      | 4,50     |
| 8.   | Anna Battke            | Niemcy            | o    | –    | o    | –    | xxx  |      |      |      |      |      |      | 4,45     |
| 9.   | Naroa Agirre           | Hiszpania         | xxo  | o    | –    | xxx  |      |      |      |      |      |      |      | 4,40     |